# خليج نيمورو

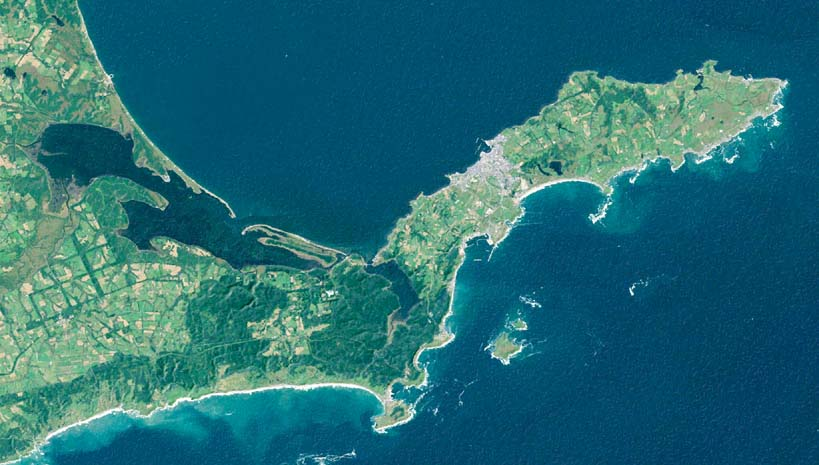
صورة قمر صناعي

خليج نيمورو (باليابانية: 根室湾) هو مسطح مائي يقع في جنوب سواحل شبه جزيرة نيمورو في هوكايدو، اليابان.